# Vexillum chibaense
Vexillum (Pusia) chibaense là một loài ốc biển nhỏ, là động vật thân mềm chân bụng sống ở biển trong họ Costellariidae.

## Phân bố
Chúng phân bố ở Thái Bình Dương Ocean dọc theo Nhật Bản.